# 白虫豆
白虫豆（学名：Cajanus niveus）为豆科木豆属下的一个种。